# Milt Hinton

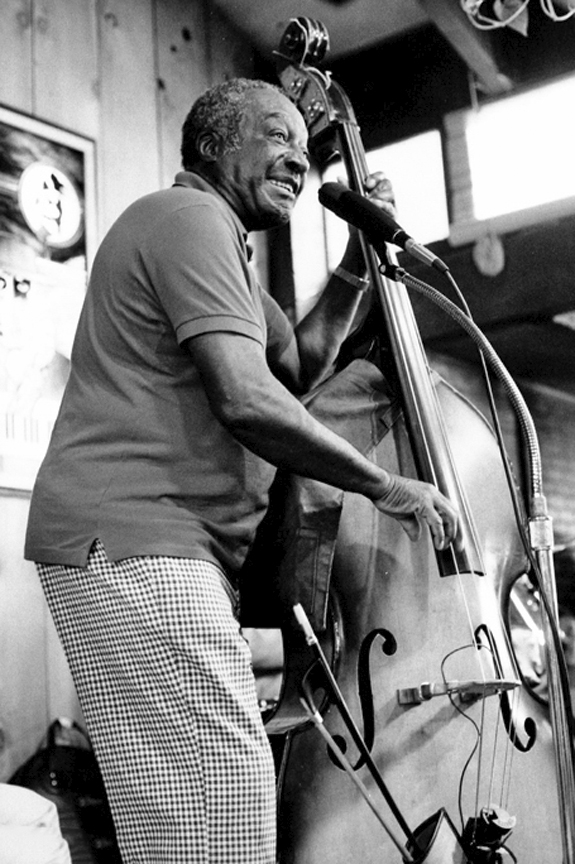
Milt Hinton, 1987

Milton John „Milt” Hinton, ps. „Judge” (ur. 23 czerwca 1910 w Vicksburgu, zm. 19 grudnia 2000 w Nowym Jorku) – amerykański muzyk, „dziekan kontrabasistów jazzowych”, fotografik.

## Życiorys
Pochodził z południa Stanów Zjednoczonych. Jego babka była niewolnicą, należącą do kuzyna Jeffersona Davisa, prezydenta Skonfederowanych Stanów Ameryki. Ojca przywieźli z Afryki do Stanów Zjednoczonych misjonarze amerykańscy. Rodzice Milta rozstali się, kiedy był małym dzieckiem. Jako ośmioletni chłopiec był świadkiem tragicznego wydarzenia. Widziałem tłum, dookoła było pełno ludzi, mężczyźni strzelali, na ziemi stała wielka beczka z benzyną, a obok palił się człowiek ze stalową liną na szyi. Chcąc uciec od linczów i innych dramatów życia na głębokim Południu, matka Milta w 1921 przeniosła się wraz z rodziną do Chicago.
W „Wietrznym Mieście” Milt rozpoczął edukację muzyczną, pobierając prywatne lekcje gry na skrzypcach. Uczęszczając do Wendell Phillips High School, występował w sponsorowanej przez gazetę „Chicago Defender” jazzowej orkiestrze dla chłopców, kierowanej przez pioniera jazzu, a przede wszystkim edukacji jazzowej – majora N. Clarka Smitha. Grał przede wszystkim na tubie, ale ostatecznie wybrał kontrabas, w opanowaniu którego pomogła mu znajomość warsztatu wiolinistycznego.
Pod koniec lat 20. i na początku 30. pracował w Chicago jako „wolny strzelec”, grając z wieloma słynnymi muzykami, takimi jak Freddie Keppard, Zutty Singleton, Jabbo Smith, Erskine Tate i Art Tatum. Pierwszy stały angaż zaproponował mu bandlider Tiny Parham. Następnie został członkiem orkiestry, prowadzonej przez skrzypka Eddiego Southa. Z tego okresu pochodzą jego pierwsze nagrania.
W 1936 dołączył do big-bandu Caba Callowaya, w którym występował przez piętnaście lat. Orkiestra Callowaya cieszyła się wówczas wielkim powodzeniem. Grali w niej wybitni jazzmani, m.in. Danny Barker, Chu Berry, Doc Cheatham, Cozy Cole, Ike Quebec, Dizzy Gillespie, Illinois Jacquet i Ben Webster. W tym czasie Hinton bardzo udoskonalił swój warsztat instrumentalny. Charakterystycznym elementem jego gry było stosowanie slappingu, polegającego na silnym odciąganiu struny, tak żeby następnie uderzała w podstrunnicę, wytwarzając charakterystyczny dźwięk.
Pracując w orkiestrze Callowaya, jednocześnie dokonywał licznych nagrań z innymi, słynnymi muzykami, takimi jak m.in. Benny Goodman, Lionel Hampton, Benny Carter, Coleman Hawkins, Ethel Waters, Billie Holiday i Teddy Wilson. Większość z tych sesji stała się fonograficzną klasyką jazzu.
Kiedy po II wojnie światowej popularność big-bandów zaczęła spadać i w rezultacie Calloway w 1951 rozwiązał swoją orkiestrę, Hinton znalazł się bez pracy. Grające muzykę rozrywkową znaczące orkiestry studyjne składały się wówczas wyłącznie z białych muzyków i Hinton po raz kolejny zetknął się z przejawem segregacji, tym razem w nowojorskim przemyśle nagraniowym. Sytuacja uległa zmianie, kiedy w 1952 Jackie Gleason, słynny aktor komediowy i długoletni przyjaciel Hintona, zażądał, żeby sekowany kontrabasista wziął udział w nagraniu jego płyty (późniejszego bestsellera), Music for Lovers Only. Kiedy pojawiłem się w studiu, wszyscy biali muzycy mnie rozpoznali i nigdy już z ich strony nie spotkało mnie nic złego. W 1954 został etatowym muzykiem w CBS. Przez niemal dwadzieścia lat był jednym z najbardziej zapracowanych muzyków. W pewnym okresie – żeby uniknąć kłopotów z transportem kontrabasu – miał osobny instrument w każdym studiu. Był znany z niezwykłej rzetelności i punktualności i stąd prawdopodobnie wziął się jego przydomek „Sędzia” (ang. „Judge”). Hinton wziął udział w nagraniu ponad 1000 płyt z muzyką jazzową i popularną. Nagrywał również muzykę do filmów i reklam. Grał w orkiestrach występujących w programach radiowych i telewizyjnych. Ponadto koncertował, pojawiając się m.in. na wielu amerykańskich i europejskich festiwalach jazzowych i odbywał tournées z Louisem Armstrongiem, Pearl Bailey i Bingiem Crosbym.
W ciągu swojej długiej kariery Hinton grał niemal ze wszystkimi znaczącymi jazzmanami – od Duke’a Ellingtona i Johna Coltrane’a po Wyntona i Branforda Marsalisów. Występował także u boku wielkich gwiazd muzyki pop, soul i bluesa takich jak Judy Garland, Barbra Streisand, Bette Midler, Harry Belafonte, Johnny Mathis, Paul McCartney, Aretha Franklin i Mahalia Jackson.
Od początku lat 80. Hinton był zaangażowany w nauczanie jazzu. Prowadził stałe seminaria w New York's Hunter College. Wraz z Clarkiem Terrym organizował w Harlemie warsztaty jazzowe dla młodzieży. W 1980 założył fundację przyznającą stypendia młodym kontrabasistom.
W 1990 filadelfijska stacja radiowa WRTI-FM dla uczczenia 80. urodzin Hintona zrealizowała cykl 28. audycji poświęconych życiu i karierze artysty. Audycje zostały następnie wyemitowane przez ponad 150 rozgłośni w całych Stanach Zjednoczonych. W tym samym roku ów serial radiowy został uhonorowany Nagrodą Gabriela (Gabriel Award) za „Najlepszy amerykański odcinkowy program radiowy”. Kolejny jubileusz, 90-lecia, Hinton obchodził na uroczystym koncercie zorganizowanym w Nowym Jorku w czerwcu 2000. „Największy kontrabasista jazzowy epoki przedblantonowskiej” zmarł pół roku później.

## Fotografik
W 1935 Hinton dostał w prezencie aparat fotograficzny i od tego czasu nieprzerwanie rejestrował życie muzyków jazzowych. Jego fotografie dokumentują wielką rolę jazzu w kulturze amerykańskiej. Są także świadectwem segregacji rasowej funkcjonującej w jego kraju w minionych dziesięcioleciach. Zrobione w 1940 na południu Stanów Zjednoczonych zdjęcie wytwornie ubranej orkiestry Caba Callowaya, stojącej pod tablicą z napisem: „Wejście dla kolorowych”, było dowodem poniżenia, na które byli narażeni muzycy jazzowi. Ale jednocześnie wyrażało ideę zwycięstwa odniesionego przez jazz w konfrontacji z podziałami rasowymi.
Fotografie Hintona publikowały najbardziej prestiżowe czasopisma amerykańskie. W czerwcu 1981 miał w Filadelfii swoją pierwszą wystawę indywidualną. Po niej nastąpiły kolejne, organizowane w Stanach Zjednoczonych i Europie. Jego zdjęcia wielokrotnie były wykorzystywane w filmach dokumentalnych, m.in. The Long Night of Lady Day (o Billie Holiday), The Brute and the Beautiful (o Benie Websterze), Listen Up (o Quincym Jonesie) i A Great Day in Harlem (o jazzowych gwiazdach Harlemu).
W 1998 i 1991 ukazały się dwa albumy z fotografiami Hintona: Bass Line • The Stories and Photographs of Milt Hinton i OverTime. Przedstawione w nich zdjęcia wybrano spośród ponad 60 000 fotografii wykonanych przez kontrabasistę.

## Mona Clayton Hinton
W 1939 Hinton poznał w Chicago Edmonię Caesar Clayton (1919-2008), która wówczas śpiewała w tym samym chórze kościelnym, co jego matka. Młodzi bardzo szybko wzięli ślub i przez następne 60 lat stali się nierozłączni. Mona Hinton towarzyszyła mężowi we wszystkich podróżach i przedsięwzięciach. W latach 40. była jedyną kobietą uczestniczącą w trasach koncertowych orkiestry Caba Callowaya. Często organizowała dla muzyków posiłki i miejsca noclegowe. W 1949 zaprzestała na pewien czas wojaży z mężem, na świat bowiem przyszła córka Hintonów (ich jedyne dziecko) – Charlotte.
Wychodząc za mąż, Mona Clayton Hinton, absolwentka pomaturalnej szkoły kosmetycznej, zrezygnowała z dalszej nauki, choć zamierzała jeszcze uzyskać dyplom wykwalifikowanej księgowej. Nie porzuciła jednak całkowicie swoich planów i w latach 70. ukończyła studia magisterskie w dziedzinie ekonomii w Queens College of the City University of New York.

## Nagrody i wyróżnienia

### Doktoratyhonoris causa
- William Paterson University (Wayne, New Jersey)
- Skidmore College (Saratoga Springs)
- Hamilton College (Clinton)
- DePaul University (Chicago)
- Trinity College (Hartford)
- Berklee College of Music (Boston)
- Fairfield University (Fairfield, Connecticut)
- Baruch College (Nowy Jork)

### Inne
- Living Treasure Award przyznana przez Smithsonian Institution
- Eubie Award przyznana przez National Academy of Recording Arts and Sciences
- NEA Jazz Masters Award[7]
- New York State governor’s Arts Award
- Artist Achievement Award przyznana przez gubernatora stanu Missisipi
- Tablica z nazwiskiem na „Ścianie sławy” organizacji ASCAP

## Dyskografia
| - 1955 Milt Hinton (Bethlehem) - 1955 Basses Loaded (RCA) - 1955 Milt Hinton Quartet (Bethlehem) - 1956 The Rhythm Section (Epic) - 1975 Here Swings the Judge (Progressive) - 1977 The Trio (Chiaroscuro Records) - 1984 Back to Bass-ics (Progressive) - 1984 The Judge's Decision (Exposure) - 1990 Old Man Time (Chiaroscuro) - 1994 The Trio 1994 (Chiaroscuro) - 1995 Laughing at Life (Columbia) - 2000 Basically with Blue (Black & Blue) | Z Charlesem Mingusem - 1972 Charles Mingus and Friends in Concert (Columbia) Z Ikem Quebecem - 1961 Heavy Soul (Blue Note) - 1961 It Might as Well Be Spring (Blue Note) - 1962 Easy Living (Blue Note) Z Clarkiem Terrym - 1964 The Happy Horns of Clark Terry (Impulse!) Z Joe Venutim - 1974 The Joe Venuti Blue Four (Chiaroscuro) |

## VHS i DVD
- 1989 Stars of the Cotton Club • Cab Calloway & His Orchestra 1935-1950 (Jazz Classics) (VHS)
- 1999 Bass Day '98 (Hal Leonard) (VHS)
- 2003 Cab Calloway and His Orchestra (1935-1947) (Jazz Classics) (VHS)
- 2005 Billie Holiday • The Ultimate Collection (Verve) (DVD)
- 2006 A Great Day in Harlem (Homevision) (DVD)
- 2009 The Kenny Davern & Bob Wilber Summit • The March of Jazz 1994–1996 (Arbors Records) (DVD)